# Hafensicherheitsgesetz
Einige deutsche Bundesländer haben Hafensicherheitsgesetze erlassen, die die Gefahrenabwehr in Häfen und Hafenanlagen regeln. Sie dienen der Ausführung sowie der Umsetzung der Vorgaben folgender internationaler Vorschriften, soweit diese nicht bereits unmittelbar gelten:
- Richtlinie 2005/65/EG des Europäischen Parlaments und des Rates vom 26. Oktober 2005 zur Erhöhung der Gefahrenabwehr in Häfen – Hafensicherheitsrichtlinie –,[1] die durch Verordnung (EG) Nr. 219/2009[2] geändert worden ist,
- Verordnung (EG) Nr. 725/2004 des Europäischen Parlaments und des Rates vom 31. März 2004 zur Erhöhung der Gefahrenabwehr auf Schiffen und in Hafenanlagen,[3]
- Internationales Übereinkommen von 1974 zum Schutz des menschlichen Lebens auf See vom 1. November 1974,[4] das zuletzt durch Gesetz vom 22. Dezember 2003[5] geändert worden ist (SOLAS-Übereinkommen),
- Internationaler Code für Gefahrenabwehr auf Schiffen und in Hafenanlagen[6] (ISPS-Code).

Der Geltungsbereich der Hafensicherheitsrichtlinie umfasst alle Häfen im Gebiet eines Mitgliedstaats, die eine oder mehrere unter einen genehmigten Plan zur
Gefahrenabwehr in der Hafenanlage gemäß der Verordnung (EG) Nr. 725/2004 fallende Hafenanlage(n) umfassen. Sie findet keine Anwendung auf militärische Hafenanlagen.
2015 hat die Europäische Kommission beschlossen, Deutschland vor dem Europäischen Gerichtshof (EuGH) zu verklagen, weil es die Bestimmungen der Richtlinie 2005/65/EG zur Erhöhung der Gefahrenabwehr in Häfen im Bundesland Nordrhein-Westfalen nicht vollständig angewendet habe.

## Liste deutscher Hafensicherheitsgesetze
| Bundesland             | Name des Gesetzes | Link |
| ---------------------- | --- | ---- |
| Baden-Württemberg      | Gesetz über Sicherheitsmaßnahmen in Häfen in Baden-Württemberg (Hafensicherheitsgesetz – HafenSiG) vom 6. Mai 2008                                                |      |
| Bremen                 | Bremisches Hafensicherheitsgesetz (BremHaSiG) vom 30. April 2007                                                                                                  | (1a) |
| Hamburg                | Hafensicherheitsgesetz (HafenSG) vom 6. Oktober 2005 |      |
| Mecklenburg-Vorpommern | Gesetz über die Nutzung der Gewässer für den Verkehr und die Sicherheit in den Häfen (Wasserverkehrs- und Hafensicherheitsgesetz – WVHaSiG M-V) vom 10. Juli 2008 |      |
| Niedersachsen          | Niedersächsisches Hafensicherheitsgesetz (NHafenSG) in der Fassung vom 16. Februar 2009                                                                           |      |
| Nordrhein-Westfalen    | Gesetz über die Sicherheit in Häfen und Hafenanlagen im Land Nordrhein-Westfalen (Hafensicherheitsgesetz – HaSiG) vom 17. Dezember 2015                           |      |
| Rheinland-Pfalz        | Landesgesetz über die Sicherheit in Hafenanlagen und Häfen (LHafSiG) vom 6. Oktober 2006                                                                          |      |
| Schleswig-Holstein     | Gesetz zur Verbesserung der Sicherheit in den schleswig-holsteinischen Häfen (Hafensicherheitsgesetz – HaSiG) vom 7. Januar 2008                                  |      |